# Eulocastra zavattarii
Eulocastra zavattarii là một loài bướm đêm trong họ Noctuidae.